# Martin Max
Martin Max (Tarnowskie Góry, 1968. augusztus 7. –) lengyel születésű, német labdarúgó, kétszeres Bundesliga gólkirály. A német válogatottban egy alkalommal szerepelt.

## Sikerei, díjai
Borussia Mönchengladbach
- Német kupagyőztes (1): 1994–95

Schalke 04
- UEFA kupagyőztes (1): 1996–97

1860 München
- A német bajnokság gólkirály (2): 1999–00 (19 gól), 2001–02 (18 gól)